# Aleksiej Gorieglad
Aleksiej Adamowicz Gorieglad (ros. Алексей Адамович Горегляд, ur. 17 marca?/30 marca 1905 w guberni pskowskiej, zm. 30 marca 1986 w Moskwie) – radziecki działacz państwowy, minister przemysłu stoczniowego ZSRR (1946–1950), Bohater Pracy Socjalistycznej (1945).

## Życiorys
W 1924 skończył technikum komunikacyjne w Wielkich Łukach i został pomocnikiem maszynisty, później był ślusarzem, brygadzistą i majstrem w fabryce im. Marksa w Wielkich Łukach, od listopada 1927 do września 1928 służył w Armii Czerwonej, potem był inżynierem kolejowym. Od 1930 należał do WKP(b), w maju 1930 został członkiem biura Centralnego Komitetu Związku Zawodowego Przemysłu Traktorowego, Lotniczego i Samochodowego ZSRR, a w kwietniu 1935 kontrolerem odpowiedzialnym Komisji Kontroli Partyjnej przy KC WKP(b), w 1936 wieczorowo ukończył Moskiewską Wyższą Szkołę Techniczną im. Baumana. Od września 1938 do września 1939 był szefem 8 Głównego Zarządu Ludowego Komisariatu Przemysłu Obronnego ZSRR, potem zastępcą ludowego komisarza budowy maszyn średnich ZSRR, od października 1941 do września 1942 był przedstawicielem ludowego komisarza przemysłu czołgowego ZSRR w fabryce traktorów w Stalingradzie, a od września 1942 do lutego 1943 pełnomocnikiem Państwowego Komitetu Obrony ZSRR w fabryce czołgów w Czelabińsku.
W 1943 odwołany do Moskwy i mianowany I zastępcą ludowego komisarza przemysłu czołgowego ZSRR, od 1945 do marca 1945 był I zastępcą ludowego komisarza budowy maszyn transportowych ZSRR, 21 stycznia 1945 otrzymał stopień generała majora służby inżynieryjno-technicznej, a 19 kwietnia 1945 generała porucznika służby inżynieryjno-technicznej. Od 19 marca 1946 do 10 stycznia 1950 zajmował stanowisko ministra przemysłu stoczniowego ZSRR, potem dyrektora stoczni im. Żdanowa w Leningradzie, od lutego do września 1954 był zastępcą ministra floty morskiej i rzecznej ZSRR, a od września 1954 do maja 1955 zastępcą ministra floty morskiej ZSRR. Od maja 1955 do maja 1959 był I zastępcą przewodniczącego Państwowego Komitetu Rady Ministrów ZSRR ds. zagadnień Pracy i Płacy, w latach 1959-1963 przewodniczącym Państwowej Rady Naukowo-Ekonomicznej Rady Ministrów ZSRR, w latach 1963-1973 zastępcą przewodniczącego Gospłanu ZSRR. W sierpniu 1973 przeszedł na emeryturę. Od 8 kwietnia 1966 do 24 lutego 1976 był członkiem Centralnej Komisji Rewizyjnej KPZR. Deputowany do Rady Najwyższej ZSRR (1966-1974). Został pochowany na Cmentarzu Nowodziewiczym.

## Odznaczenia
- Medal Sierp i Młot Bohatera Pracy Socjalistycznej (16 września 1945)
- Order Lenina (czterokrotnie, m.in. 8 lutego 1942 i 24 stycznia 1944)
- Order Rewolucji Październikowej
- Order Suworowa II klasy (19 kwietnia 1945)
- Order Czerwonego Sztandaru Pracy (dwukrotnie)
- Order Czerwonej Gwiazdy (5 czerwca 1942)
- Order Przyjaźni Narodów

I medale.